# Intymistyka

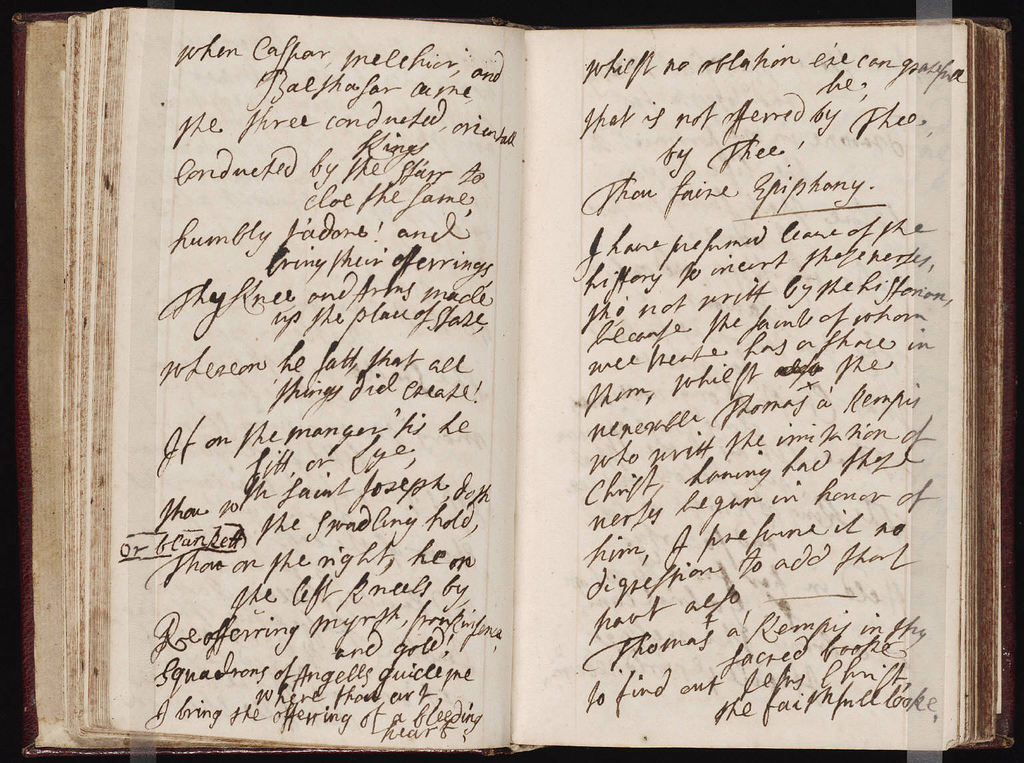
Fragment życiorysu Św. Anny od Jezusa, uczennicy i towarzyszki Św.Teresy od Jezusa, ze świętego zakonu Matki Bożej z Góry Karmel (1693).

Intymistyka – różnego rodzaju literatura dokumentu osobistego, jak listy, dzienniki, notatniki. Może być formą autokreacji i mistyfikacji. Jak napisał prof. Mirosław Bańko: „To bardzo rzadkie w polszczyźnie słowo zostało utworzone chyba od angielskiego przymiotnika intimist lub francuskiego intimiste. Określa coś, co ma związek z intymnością, prywatnością, życiem rodzinnym – zwłaszcza jako tematem w sztuce”.
Piśmiennictwo intymistyczne, dyskurs prywatności są przedmiotem badań językoznawców, w zakresie metodologii badań tych dokumentów, przemian dokonujących się w zakresie manifestowania prywatności w tekstach, wartości dokumentacyjnej takich wypowiedzi, ich walorów artystycznych i estetycznych, sposobów eksponowania prywatności, autoprezentacji, autokreacji, obecności autora i wizerunku odbiorcy, czy zwrotów grzecznościowych i innych obecnych w tej literaturze.
Przykład przedstawienia sfery prywatnej w wierszu Jana Brzechwy Słoń:
Ten słoń nazywa się Bombi.
Ma trąbę, lecz na niej nie trąbi.
Dlaczego? Nie bądź ciekawy –

To jego prywatne sprawy.
Utwory o charakterze intymnym bywają publikowane celowo (lub pisane z myślą o ewentualnej późniejszej publikacji), czasem na zasadzie autokreacji. Ich cechą jest często egocentryzm, a nawet narcyzm; przykładem są dzienniki Witolda Gombrowicza. Zagadnieniem prywatności jako kategorii poznawczej zajmują się m.in. antropologia, filozofia, psychologia. Polską intymistyką nowożytną zajęła się Elżbieta Wichrowska w swojej książce Twoja śmierć. Początki dziennika intymnego w Polsce na przełomie XVIII i XIX wieku.
Przykładem takiej literatury są rozpoczęte w 1806 roku dzienniki Anny Lister, brytyjskiej dziedziczki i podróżniczki, częściowo zapisane szyfrem w celu ukrycia najintymniejszych, lub najbardziej kontrowersyjnych treści. Dzienniki pisane przez autorkę aż do śmierci ostatecznie zmieściły się w 26 tomach, z których około jedna szósta zapisana jest szyfrem będącym kombinacją greckiego alfabetu, znaków zodiaku, znaków numerycznych i symboli matematycznych. Początkowo ukryte w ścianie willi Shibden Hall, obecnie przechowywane są w Central Library and Archives w mieście Halifax. W roku 2019 na ich podstawie powstał serial produkcji BBC/HBO, pt. Gentleman Jack. Dzienniki zostały odszyfrowane, zredagowane i wydane współcześnie przez historyczkę Helenę Whitbread.